# 잘랄 탈라바니
잘랄 탈라바니(아랍어: جلال طالباني Jalal Talabani, 쿠르드어: ﺟﻪﻻﻝ ﺗﺎﻟﻪﺑﺎﻧﻰ 젤랄 탈레바니 Celal Talebanî, 1933년 11월 12일 ~ 2017년 10월 3일)는 이라크의 정치인이며, 동시에 이라크 쿠르드족의 정치지도자이다. 쿠르디스탄 애국 동맹 총재이며, 2005년에 이라크 제6대 대통령에 역임하였다. 그는 나라 없는 민족인 쿠르드족 사상 최초로 대통령으로 당선된 사람이다. 2009년 7월 25일 실시된 대통령 선거에서 재선되어, 2번째 임기를 보내었다.

## 생애

### 쿠르디스탄 애국 동맹
1975년 쿠르디스탄 민주당을 나와 6월 1일 쿠르디스탄 애국 동맹을 창당했다. 쿠르디스탄 애국동맹은 이라크 내 쿠르드족 양대 세력으로서 독립 운동을 이끌었으며, 쿠르디스탄 자치 지역을 양분하고 있다.

### 이라크 대통령
2005년 4월 7일 새 헌법에 따른 첫 이라크 대통령에 취임했다.
2009년 2월, 대한민국을 방문한 바가 있다.

## 이라크 전쟁과의 관련
그는 쿠르디스탄의 독립을 위해 이라크 전쟁에 참전한 적이 있으나, 쿠르디스탄의 독립은 실패했다.

## 역대 선거 결과
| 선거명      | 직책명          | 대수 | 정당                 | 득표율  | 득표수 | 결과 | 당락 |
| ----------- | --------------- | ---- | -------------------- | ------- | ------ | ---- | ---- |
| 2005년 선거 | 이라크의 대통령 | 6대  | 쿠르디스탄 애국 연합 | 88.33%  | 227표  | 1위  |      |
| 2006년 선거 | 이라크의 대통령 | 6대  | 쿠르디스탄 애국 연합 | 100.00% | 1표    | 1위  |      |
| 2010년 선거 | 이라크의 대통령 | 6대  | 쿠르디스탄 애국 연합 | 100.00% | 1표    | 1위  |      |

## 참고 자료
- 위키미디어 공용에 잘랄 탈라바니 관련 미디어 분류가 있습니다.